# Lorenzo Zazzeri
Lorenzo Zazzeri, né le 9 août 1994 à Florence, est un nageur italien.

## Carrière
Lorenzo Zazzeri est médaillé d'argent du relais 4 × 50 m nage libre aux Championnats d'Europe de natation en petit bassin 2017 à Copenhague et du relais 4 × 100 m nage libre aux Championnats d'Europe de natation 2018 à Glasgow. Il est ensuite médaillé de bronze du relais 4 × 50 m nage libre aux Championnats du monde de natation en petit bassin 2018 à Hangzhou et du relais 4 × 100 m nage libre aux Championnats d'Europe de natation 2020 à Budapest.
Il a remporté la médaille d'argent du relais 4 × 100 m nage libre masculin aux Jeux olympiques d'été de 2020 à Tokyo.
Il fait partie du relais 4 × 100 m nage libre italien médaillé d'argent aux Championnats du monde de natation 2023 à Fukuoka.

## Palmarès

### Jeux olympiques
- Jeux olympiques d'été de 2020 à Tokyo ( Japon) :
  -  Médaille d'argent du relais 4 × 100 m nage libre.
- Jeux olympiques d'été de 2024 à Paris :
  -  Médaille de bronze du relais 4 × 100 m nage libre.

### Championnats du monde

#### Grand bassin
- Championnats du monde 2022 à Budapest ( Hongrie) :
  -  Médaille d'or du relais 4 × 100 m quatre nages (participe uniquement aux séries).
  -  Médaille de bronze du relais 4 × 100 m nage libre.
- Championnats du monde 2023 à Fukuoka ( Japon) :
  -  Médaille d'argent du relais 4 × 100 m nage libre.
- Championnats du monde 2024 à Doha ( Qatar) :
  -  Médaille d'argent du relais 4 × 100 m nage libre.
- Championnats du monde 2025 à Singapour ( Singapour) :
  -  Médaille d'argent du relais 4 × 100 m nage libre.

#### Petit bassin
- Championnats du monde 2018 à Hangzhou ( Chine) :
  -  Médaille de bronze du relais 4 × 50 m nage libre.
- Championnats du monde 2021 à Abu Dhabi ( Émirats arabes unis) :
  -  Médaille d'or du relais 4 × 50 m nage libre.
  -  Médaille d'or du relais 4 × 100 m quatre nages.
  -  Médaille d'argent du relais 4 × 100 m nage libre.
  -  Médaille de bronze du relais 4 × 50 m quatre nages.

- Championnats du monde 2024 à Budapest ( Hongrie) :
  -  Médaille d'or du relais 4 × 50 m nage libre mixte.
  -  Médaille d'argent du relais 4 × 100 m nage libre.